# LEDA 75249
HE 0450-2958(LEDA 75249)은 조각칼자리에 있는 퀘이사이다. 적색편이가 초속 76,950 ± 20 킬로미터로 매우 크다.

## 같이 보기
- 암흑 은하